# Dobby
Dobby is een personage in de boekenserie rond Harry Potter van de Engelse schrijfster Joanne Rowling. Hij was de huis-elf van de familie Malfidus tot hij in Harry Potter en de Geheime Kamer door Harry Potter werd bevrijd.
Dobby ziet eruit als een oud mannetje en draagt als kleding een oude kussensloop. Hij praat over zichzelf in de derde persoon enkelvoud.

## Algemene beschrijving
Voor een huis-elf is Dobby vrij excentriek. Hij wil namelijk vrij zijn. Hij wordt erg slecht behandeld door zijn familie, maar hij kan pas weg als iemand van de familie Malfidus hem een kledingstuk geeft.
Dobby is idolaat van Harry Potter en hij wil koste wat het kost Harry in leven houden. In het tweede Harry Potterboek waarschuwt hij Harry om niet naar Zweinstein te gaan. Hij zegt dat er dit jaar vreselijke dingen gaan gebeuren op Zweinstein. Harry luistert niet naar Dobby en gaat toch, omdat hij zijn vrienden mist. Dobby raakt in paniek en doet alles wat in zijn vermogen ligt om te voorkomen dat Harry naar Zweinstein gaat. Zo gebruikt hij toverkunst in het huis van Harry's oom en tante, waar Harry de schuld van krijgt, zodat hij bijna van school wordt gestuurd wegens ongeoorloofd spreukgebruik. Ook zorgt hij ervoor dat Harry geen toegang heeft tot perron 9¾, en hij breekt Harry's arm tijdens een potje Zwerkbal door een van de ballen te betoveren.
Harry krijgt medelijden met de elf wanneer hij ontdekt voor welke familie hij werkt. Door een list weet hij Dobby vrij te krijgen. Dobby is Harry erg dankbaar. Na een lange zoektocht naar werk (niemand wil een vrije huis-elf in dienst nemen) vindt hij samen met de verstoten huis-elf Winky werk in de keuken van Zweinstein. Dobby wordt door Perkamentus betaald en krijgt één Galjoen per week. Perkamentus wilde hem meer geven, maar dat wilde Dobby niet. Dobby gaat steeds meer kleren dragen en draagt dan ook een bonte verzameling.
Dobby heeft geen "meester" meer, maar is erg trouw aan Harry. In het zesde boek gaat Dobby (samen met de huis-elf Knijster) op verzoek van Harry Draco Malfidus schaduwen, die duidelijk wat in zijn schild lijkt te voeren. Knijster is sinds de dood van Sirius Zwarts "eigendom" van Harry en moet hem dus gehoorzamen, Dobby werkt uit vrije wil voor Harry. Dobby en Knijster brengen regelmatig verslag uit aan Harry. 

## Dobby's dood
Desiderius Perkamentus stuurde Dobby naar het landhuis van de familie Malfidus om Harry, Ron en Hermelien te redden toen zij daar samen met Olivander, Grijphaak de Kobold, Loena Leeflang en Daan Tomas zaten opgesloten. Hij redde eerst Olivander, Loena en Daan. Toen bevrijdde hij samen met Harry en Ron Hermelien en Grijphaak uit de martelkamer, waar ook Bellatrix van Detta en de familie Malfidus zich bevonden. Bellatrix dreigde Hermeliens keel door te snijden toen ze Harry en Ron zag, maar ze wist niet dat Dobby er ook was. Toen Dobby met een luide knal aankwam, liet hij de kroonluchter van het plafond vallen, waardoor Bellatrix en Draco werden opgeschrikt. Dobby wordt nog een keer geconfronteerd met zijn vroegere eigenaars. Harry en Ron gebruiken de opschudding om hun vijanden te ontwapenen en te verdwijnselen. Tijdens hun vlucht werd Dobby getroffen door het mes van Bellatrix. Dobby ontsnapte met Harry, Hermelien, Ron en Grijphaak vanuit het landhuis naar het huis van Bill en Fleur, maar overleed daar aan zijn verwondingen.

## Dobby's graf
Dobby ligt begraven in de tuin van Bill Wemel en Fleur Delacour. Harry heeft zelf het graf gegraven (zonder toverkracht) waar Dobby in ligt. Omdat hij een vrije huis-elf was schreef hij met zijn toverstok op de grafsteen "Hier Rust Dobby, Een Vrije Elf".

## Dobby in de films
Het personage Dobby, een animatie met de stem van Toby Jones, komt alleen voor in Harry Potter en de Geheime Kamer en Harry Potter en de Relieken van de Dood (deel 1). Dobby zegt tegen Ron in de laatste film dat hij het prettig vindt Ron weer te ontmoeten, waarop ze elkaar de hand schudden. Ze hebben elkaar echter in eerdere films nooit ontmoet.